# Congregazione religiosa
La Chiesa cattolica definisce congregazione religiosa un istituto religioso i cui membri emettono i voti in forma semplice. La congregazione religiosa differisce dall'ordine religioso perché in quest'ultimo i voti sono emessi in forma solenne. Nella storia del Cristianesimo sono nati prima gli ordini religiosi e poi, dal XVII secolo in poi, le congregazioni religiose.
Le congregazioni si distinguono in: clericali, quelle le cui finalità comportano l'esercizio del ministero sacerdotale (missioni, predicazione, cura d'anime...) e in cui le cariche di governo possono essere affidate solo a chierici; laicali, formate e governate quasi esclusivamente da laici, i cui fini o compiti specifici non comportano l'esercizio dell'ordine sacro (insegnamento, assistenza infermieristica...).
La congregazione religiosa può essere maschile o femminile. Ecco un elenco incompleto di congregazioni religiose:
- congregazioni maschili: Salesiani, Rogazionisti, Mariani, Giuseppini del Murialdo, Istituto Missioni Consolata, Padri Stimmatini, ecc.
- congregazioni femminili: Suore Ancelle dell'Incarnazione, Figlie di Maria Ausiliatrice, Suore Teatine dell'Immacolata Concezione di Maria Vergine, Missionarie della carità, Suore Ospedaliere del Sacro Cuore di Gesù, ecc...